# Edward Peyton
Edward Peyton (mort le 4 avril 1749) est un officier de marine britannique du XVIIIe siècle. Il sert dans la Royal Navy pendant la guerre de Succession d'Autriche et est battu par La Bourdonnais lors de la bataille de Négapatam en 1746, au large des côtes du Bengal. 
Peyton entre dans la Navy en 1707. Entre 1744 et 1746, il est captain du HMS Medway, de 60 canons. En 1746, il est promu au grade de commodore en succession de Curtis Barnett et reçoit le commandement d'une escadre de sept vaisseaux de ligne au large du Bengal. Le commandant français Mahé de la Bourdonnais avait été envoyé dans les Indes orientales en réponse aux attaques menées par le prédécesseur de Peyton. Peyton entre en vue du conduite par Le vaisseau de La Bourdonnais - accompagné de huit navires de la Compagnie des Indes - au large de Negapatam le 25 juin 1746 et lance l'attaque. Malgré la supériorité des forces qu'il a sous ses ordres, l'attaque de Peyton se révèle vaine. Ses bâtiments se trouve trop loin pour infliger des dégâts suffisants aux navires français. Les Britanniques doivent néanmoins déplorer 14 tués et 46 blessés et les Français, 27 tués et 53 blessés. Après le combat, Peyton tient un conseil de guerre avec ses capitaines, et décide de cesser la poursuite et de retourner à Trincomalee pour réparations. En se retirant de la sorte, Peyton laisse La Bourdonnais sans opposition le long de la côte de Coromandel, permettant à celui-ci d'aller attaquer Madras,.
Peyton est démis de ses fonctions par l'East India Company et arrêté par son successeur envoyé le remplacer, Thomas Griffin. Il est rappelé en Angleterre mais aucune charge n'est retenue contre lui. Il décède le 4 avril 1749.